# Aesculus worlitzensis
Aesculus worlitzensis är en kinesträdsväxtart som beskrevs av Emil Bernhard Koehne. Aesculus worlitzensis ingår i släktet hästkastanjer, och familjen kinesträdsväxter. Inga underarter finns listade i Catalogue of Life.